# 南こうせつの夢のかよひ路
南こうせつの夢のかよひ路（みなみこうせつのゆめのかよいじ）は1996年10月13日から2007年4月1日までRKB毎日放送（RKBラジオ）他九州・沖縄のJRN系列局で放送されていたトーク番組である。

## 番組概要
大分県出身・在住のシンガーソングライター・南こうせつと、RKBアナウンサー（当時）の古賀和子のコンビで番組が進行し、リスナーに親しまれたが、2007年4月1日で放送終了した。後番組は『南こうせつ大きな空の木の下で』。なお、古賀は番組終了とともにアナウンサー職を離れた。

## ネット局と放送時間
- RKB毎日放送 日曜 11:30 - 12:00 ※制作局）
- NBC長崎放送 日曜 11:30 - 12:00
- RKK熊本放送 日曜 9:30 - 10:00
- OBS大分放送 日曜 17:30 - 18:00（ネット局の中で唯一午後からの放送でしかも夕方の放送であったため、特に11月から2月にかけては日没後のせいかオープニングの挨拶に違和感を感じるほどに空は真っ暗だった。）
- MRT宮崎放送 日曜 11:30 - 12:00
- MBC南日本放送 日曜 9:00 - 9:30
- RBC琉球放送 土曜 9:30 - 10:00

## 出演者
- 南こうせつ
- 古賀和子（出演当時RKB毎日放送アナウンサー）